# Hana-bi (bande originale)
Albums de Joe Hisaishi
Works I Hope: Nagano Paralympics 1998 Tribute
Hana-bi est un film japonais de Takeshi Kitano dont la bande originale a été composée par Joe Hisaishi en 1997.

## Titres
| 1.    | Hana-bi                   | 3:45 |
| 2.    | Angel                     | 2:44 |
| 3.    | Sea of Blue               | 3:32 |
| 4.    | …and Alone                | 2:31 |
| 5.    | Ever Love                 | 2:17 |
| 6.    | Painters                  | 5:59 |
| 7.    | Smile and Smile           | 2:58 |
| 8.    | Heaven's Gate             | 5:01 |
| 9.    | Tenderness                | 2:33 |
| 10.   | Thank You… For Everything | 7:12 |
| 11.   | Hana-bi (reprise)         | 3:42 |
| 42:24 |                           |      |